# San Juan de La Unión (Costa Rica)
San Juan es un distrito del cantón de La Unión, en la provincia de Cartago, de Costa Rica.

## Geografía
San Juan cuenta con un área de 3,95 km² y una altitud media de 1260 m s. n. m.

## Demografía
Para el año 2022, San Juan cuenta con una población estimada de 13 956 habitantes, y para el último censo efectuado, en 2011, San Juan contaba con una población de 13 729 habitantes.

## Localidades
- Barrios: Araucarias (parte), Colinas de Montealegre, Danza del Sol, Herrán, Loma Verde, Unión, Villas de Ayarco, Montufar, Monserrat, Terralta, Distrito San Juan, Terracafe, Hacienda Sacramento y Hacienda Imperial.

## Transporte

### Carreteras
Al distrito lo atraviesan las siguientes rutas nacionales de carretera:
- Ruta nacional 2
- Ruta nacional 251

### Ferrocarril
El Tren Interurbano administrado por el Instituto Costarricense de Ferrocarriles, atraviesa este distrito.